# Eduardo Albe
Eduardo Luis Albe, född 21 januari 1900, död 9 november 1975, var en argentinsk friidrottare som tävlade i kortdistanslöpning. Han deltog vid olympiska sommarspelen 1928.